# 파이팀 카사미
파이팀 카사미(알바니아어: Pajtim Kasami, 1992년 6월 2일 ~ )는 스위스의 축구 선수로 현재 삼프도리아에서 미드필더로 활약 중이다.